# 14335 Алексосіпов
14335 Алексосіпов (14335 Alexosipov) — астероїд головного поясу, відкритий 3 вересня 1981 року.
Названий на честь Олександра Кузьмовича Осіпова, астронома Обсерваторії Київського університету та талановитого викладача. Інший астероїд названий на його честь — 152217 Акосіпов.
Тіссеранів параметр щодо Юпітера — 3,603.